# Cephalodella tachyphora
Cephalodella tachyphora är en hjuldjursart som beskrevs av Myers 1924. Cephalodella tachyphora ingår i släktet Cephalodella och familjen Notommatidae. Inga underarter finns listade i Catalogue of Life.